# Alsószépfalu
Alsószépfalu (1899-ig Alsó-Sunyava, szlovákul: Nižná Šuňava, németül: Unter-Schönau) Szépfalu településrésze, 1974-ig önálló falu Szlovákiában, az Eperjesi kerületben, a Poprádi járásban.

## Fekvése
Poprádtól 16 km-re nyugatra fekszik. Szépfalu keleti részét alkotja.

## Története
A Szépfalui birtok közvetlen szomszédságába a német jog alapján új telepesek érkeztek. Ekkor a Szent-Iványi család alapította meg Alsószépfalut a 15. században, ami a savniki csisztercita apátsághoz tartozott. Első írásos említése 1551-ben történt. Lakói állattartással, erdei munkákkal foglalkoztak. 1787-ben 47 házában 505 lakos élt.
A 18. század végén Vályi András így ír róla: „Alsó, Felső Sunyava. Tót faluk Szepes Várm. földes Urok a’ Tudományi Kintstár, és a’ Szepesi Püspök, lakosai katolikusok, fekszik a’ Felső Alsó Sunyavához közel, mellynek filiája; Lucsivnához fél mértföldnyire; határjai meglehetősek néhol, de nagyobb része sovány.”
1828-ban 85 háza volt 616 lakossal.
Fényes Elek 1851-ben kiadott geográfiai szótárában így ír a faluról: „Alsó- és Felső-Sunyava, 2 tót falu, Szepes vgyében, Liptó vmegye szélén, igen erdős, hegyes vidéken. Az elsőben lakik 607, a másodikban 492 katholikus. Vizimalma mind a két helységnek van; határuk sovány; erdejök sok. F. u. a szepesi püspök, Felsőnek az alapitványi kincstár. Ut. p. Horka.”
1852. május 1-én és 2-án nagy tűzvész pusztított a faluban, melyben 52 ház és gazdasági épület égett le. 1873–74-ben kolerajárvány pusztított, melynek 86 lakos esett áldozatul. A mezőgazdasági jellegű település lakóinak egy része Szvit üzemeiben dolgozott. 1910-ben 712, túlnyomórészt szlovák lakosa volt. A trianoni diktátumig Szepes vármegye Szepesszombati járásához tartozott.
1974-ben egyesítették Felsőszépfaluval.

## Nevezetességei
- Mindenszentek temploma 1765-ben épült késő barokk stílusban.

## Lásd még
- Szépfalu
- Felsőszépfalu